# Kanon (religion)
Kanon (av grekiska κανών / kanon och latinets canon; 'rättesnöre', 'regel'), det eller de för en religion grundläggande rättesnören, regler, normer och liknande vilka återfinns i helig skrift, muntlig tradition och annat.

## Kanon inom katolicismen
Inom romersk-katolska kyrkan med den snävare betydelsen av kyrkligt påbud, i synnerhet mötens beslut och påvliga förordningar (se här kanonisk rätt), den del av katolska högmässan som knyter sig till konsekrationen av brödet och vinet, och som är oföränderlig året om (se här mässkanon), samt förteckningen på de kanoniserade (se här artikeln helgon).

## Kanon inom protestantismen
Inom de protestantiska kyrkorna avvisas i allmänhet kanon i den här betydelsen, d.v.s. den kanoniska rätten, där kyrkan med gudomlig auktoritet och på naturliga lagens grund kan meddela föreskrifter för t.ex. präster och för hur mässan skall firas. Inom den ekumeniska rörelsen för man ett fortlöpande samtal kring dessa frågor.

## Övrig användning
Begreppet har även lånats till att få liknande betydelser inom kulturhistoria (så kallad kulturell kanon) och fiktion (kanonisk fiktion).